# Yucatán (película)
Yucatán es una película española de comedia dirigida por Daniel Monzón y escrita por Daniel Monzón y Jorge Guerricaechevarría, presentada en Madrid el 29 de agosto de 2018 y estrenada al público general el 31 de agosto de 2018. Está protagonizada por Luis Tosar, Rodrigo de la Serna y Stephanie Cayo. Fue producida por Ikiru Films, Telecinco Cinema y Terraza Films y distribuida por Hispano Foxfilms.

## Argumento

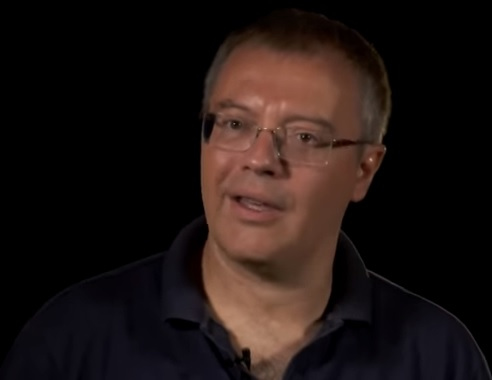
Daniel Monzón director y coautor de la película Yucatán

Roberto Clayderman —Rodrigo de la Serna— y Lucas —Luis Tosar— son un par de delincuentes que timan a la gente llevándoles a un barco para un paseo que atraviesa Tenerife y el área selvática de Yucatán, cerca de Cancún. Ambos logran estafar a muchas personas hasta que el amor de ambos por Verónica —Stephanie Cayo— una trabajadora del vehículo que les ayuda durante sus timos y estafas termina por dividir al grupo: Clayderman y Verónica, ya como una pareja estable, trabajarán en el Océano Pacífico y Lucas lo hará por separado, en el Mediterráneo. Un año después de estos eventos, Lucas decide volver al navío de sus excompañeros para recuperar el amor de Verónica. Al mismo tiempo, Antonio —Joan Pera—, un anciano multimillonario, visita el barco junto a sus hijas y sus yernos, sabiendo que estos solo están con sus familiares por su dinero, siendo timado por Lucas que le dice que su hija Clara sufre de un raro síndrome y necesita de tratamiento que solo puede ser costeado por 21 millones de euros. Tras descubrir el engaño, Antonio les convence de fingir su secuestro y pedir un rescate por él para comprobar el amor de sus yernos, aunque finalmente deciden secuestrar a estos para que así Antonio pueda librarse de la «maldición» que para el supone el dinero y arreglar la vida de Clayderman y Lucas, mientras Verónica decide abandonar el barco decepcionada por la codicia de ambos.

## Elenco y personajes
- Luis Tosar como Lucas.
- Rodrigo de la Serna como Clayderman.
- Stephanie Cayo como Verónica.
- Toni Acosta como Chusa.
- Xavi Lite como Marco.
- Joan Pera como Antonio de la Oz.
- Gloria Muñoz como Carmen.
- Lupe Cartie Roda como Mónica.
- Agustín Jiménez como Ernesto.
- Txell Aixendri como Alicia.
- Jorge Asín como Fede.
- Alicia Fernández como Leticia.
- Arián Núñez como Brendon.
- Niko Verona como Papadakis.

## Recepción

### Crítica
Yucatán obtuvo críticas favorables y desfavorables. En el diario El País, Carlos Boyero se pregunta dónde está la gracia, afirmando que nada funciona en la película. En El Periódico, Beatriz Martínez alaba al director diciendo que «la capacidad de Daniel Monzón para orquestar todo ese bullicioso universo coral y darle un sentido, requiere de una pericia a la altura de muy pocos autores». En la revista Fotogramas, Sergi Sánchez señala que «Yucatán aparenta ser una comedia vacacional, de crucero marítimo, que se desliza sin motor por un cambiante océano de géneros para ocultar su condición de fábula de lo más seria sobre la codicia en tiempos de crisis». En el diario El Correo, Oskar Belategui afirma que «Monzón salta sin despeinarse de la sátira gamberra al thriller de timadores. Alterna diálogos chispeantes con escenas de acción. Maneja a la perfección a un quinteto de personajes protagonistas en un universo cerrado como es un barco. En definitiva, aplica las enseñanzas de Lubitsch y Wilder a la hora de desbaratar las expectativas morales del espectador con los personajes e insufla brío cuando toca correr por cubierta».